# Del Norte
Del Norte település az Amerikai Egyesült Államok Colorado államában, Rio Grande megyében, melynek megyeszékhelye is. Lakosainak száma 1458 fő (2020. április 1.).

## Népesség
A település népességének változása:
| Lakosok száma | 1705 | 1686 | 1458 |
|               | 2000 | 2010 | 2020 |